# 诗洞镇
诗洞镇，是中华人民共和国广东省肇庆市怀集县下辖的一个乡镇级行政单位。

## 行政区划
诗洞镇下辖以下地区：
诗洞社区、万诗村、实源村、六苏村、中和村、双龙村、金华村、诗洞村、保安村、安华村、金沙村、龙凤村、丰安村、健丰村、云田村、凤艳村、健营村、六龙村、仁和村和安南村。